# Onthophagus argyropygus
Onthophagus argyropygus är en skalbaggsart som beskrevs av Gillet 1927. Onthophagus argyropygus ingår i släktet Onthophagus och familjen bladhorningar. Inga underarter finns listade i Catalogue of Life.